# 瓦夫尔地区容维尔
瓦夫尔地区容维尔（法語：Jonville-en-Woëvre，法語發音：[ʒɔ̃vil ɑ̃ wavʁ]）是法国默兹省的一个市镇，属于科梅尔西区。

## 地理
瓦夫尔地区容维尔（49°4'0"N, 5°47'9"E）面积10.81 平方千米，位于法国大東部大區默兹省，该省份为法国西北部内陆省份，北与比利时接壤，西接马恩省和阿登省，南至上马恩省和孚日省，东临默尔特-摩泽尔省。
与瓦夫尔地区容维尔接壤的市镇（或旧市镇、城区）包括：韦勒、斯蓬维尔、栋库尔欧唐普利耶、拉伯维尔、拉绍塞、瓦夫尔地区拉图尔。

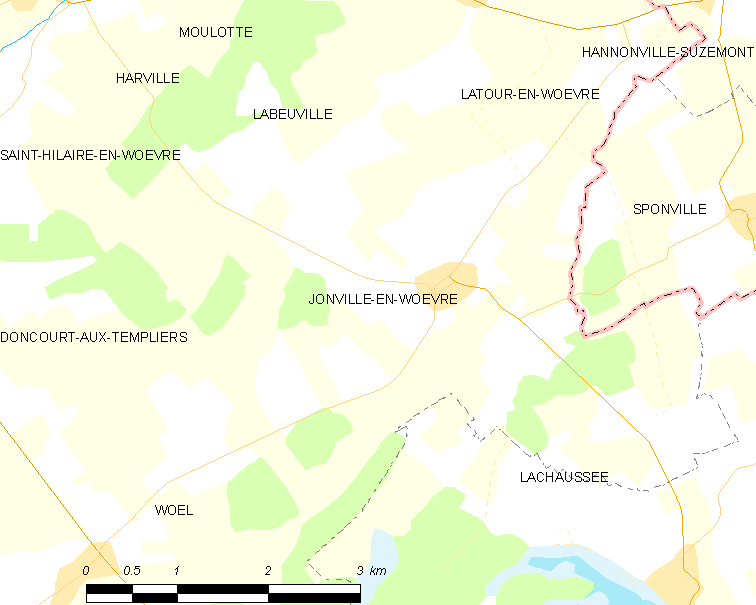
瓦夫尔地区容维尔的OSM定位图

瓦夫尔地区容维尔的时区为UTC+01:00、UTC+02:00（夏令时）。

## 行政
瓦夫尔地区容维尔的邮政编码为55160，INSEE市镇编码为55256。

## 政治
瓦夫尔地区容维尔所属的省级选区为圣米耶勒县。

## 人口

1962-2008年间瓦夫尔地区容维尔人口变化图示

瓦夫尔地区容维尔于2022年1月1日时的人口数量为144人。